# Pawel Leonidowitsch Kogan

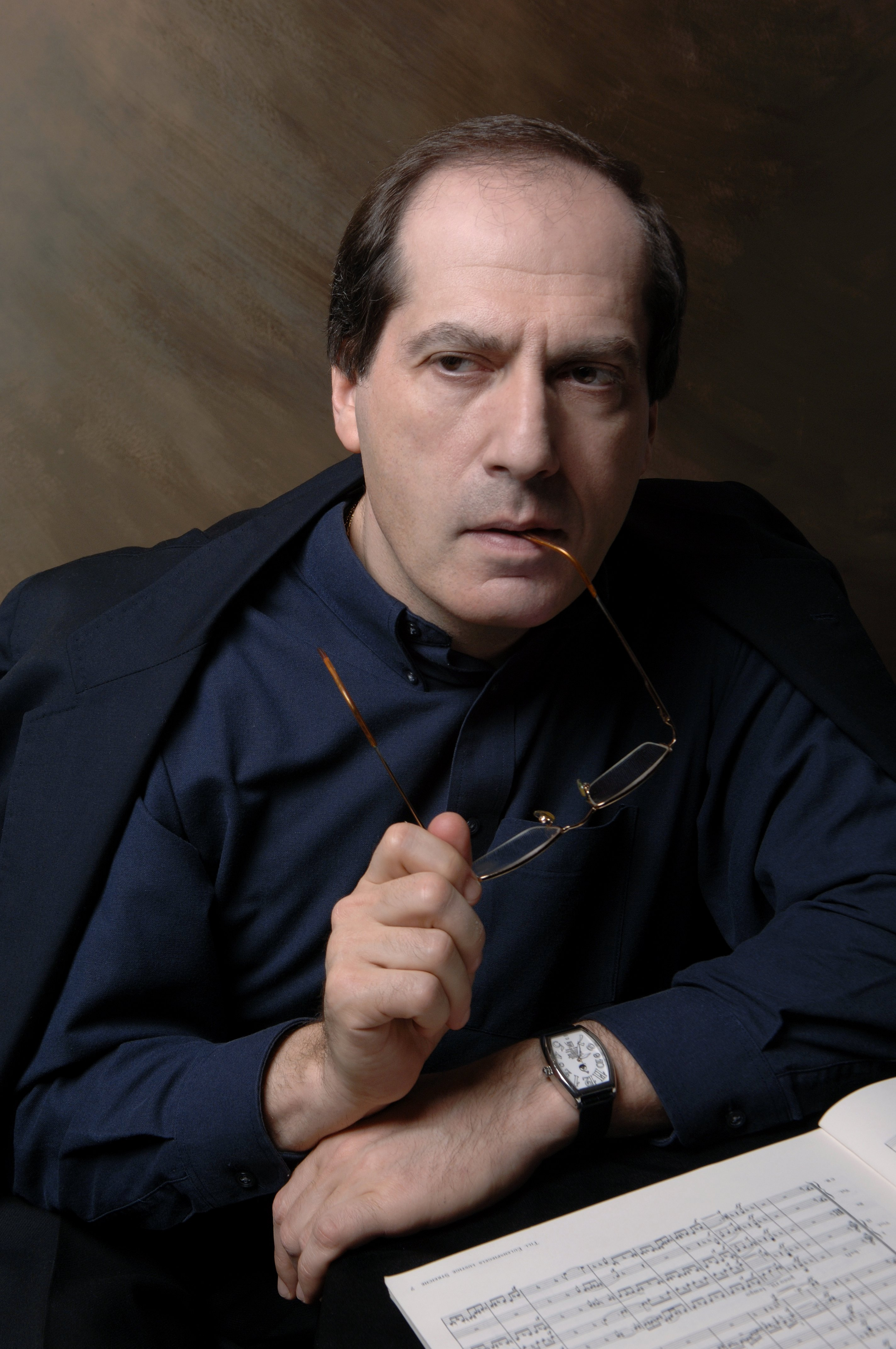
Pawel Leonidowitsch Kogan

Pawel Leonidowitsch Kogan (russisch Павел Леонидович Коган; * 6. Juni 1952 in Moskau) ist ein russischer Dirigent.

## Leben
Kogan ist der Sohn des russischen Violinvirtuosen Leonid Kogan und seiner Frau, der Geigerin Jelisaweta Gilels, der Schwester des russischen Pianisten Emil Gilels. Seine Schwester ist die Pianistin Nina Kogan.
Kogan studierte an der Zentralen Musikschule in Moskau und anschließend am Moskauer Konservatorium Violine bei Juri Jankelewitsch. Als Achtzehnjähriger gewann er die International Jean Sibelius Violin Competition in Helsinki. In der Folge wurde er als Konzertsolist von Orchestern in Russland, Europa, Japan und den USA engagiert.
Gleichzeitig studierte er seit 1970 Dirigieren am Leningrader Konservatorium bei Ilja Musin und in Moskau bei Leo Ginsburg. Sein Debüt als Dirigent gab er 1972 mit dem Staatlichen Symphonieorchester der UdSSR. In den folgenden Jahren war Kogan als Gastdirigent tätig. Von 1988 bis 1990 war er Chefdirigent der Zagreber Philharmonie. Seit 1989 ist Kogan Chefdirigent und künstlerischer Leiter des Moskauer Staatlichen Akademischen Symphonieorchesters.
Kogan unternahm 1997 eine Konzertreise durch die USA, bei welcher er das Utah Symphonieorchester, das Milwaukee Symphonieorchester, das Vancouver Symphony Orchestra, das Houston Symphony Orchestra und das Toronto Symphony Orchestra dirigierte. Er ist Mitglied der Jury des Internationalen Rotary-Musikwettbewerbs für Kinder in Moskau. Sein erstes Konzert als Dirigent des Moskauer Symphonieorchesters wurde durch RCA live aufgezeichnet. Seine Aufzeichnungen beinhalten u. a. alle Tschaikowski-Symphonien, die Prokofjew-Symphonien 1, 5 und 6 und den kompletten Zyklus der Mahler-Symphonien.
Sein Sohn war der Violinvirtuose Dmitri Pawlowitsch Kogan, der im August 2017 im Alter von nur 38 Jahren verstarb.